# Ludwig August Rieche
Ludwig August Rieche (geboren 10. Oktober 1839 in Sarstedt; gestorben 28. Februar 1893 in Hannover) war ein deutscher Zinngießer-Meister und Unternehmer. Er wurde im 19. Jahrhundert vor allem durch das in seiner Werkstatt hergestellte Kinderspielzeug bekannt.

## Leben
Ludwig August Rieche absolvierte eine Lehre bei Georg Friedrich Harnisch, dem späteren Vorsteher des Zinngießeramtes der Stadt Hannover. Anschließend arbeitete Rieche als Geselle bei dem Hofzinngießer und Zinnwaren-Fabrikanten Johann Ernst Dubois.
Mit dem Titel als Zinngießer-Meister erwarb Ludwig August Rieche 1866 das Bürgerrecht der Stadt Hannover und eröffnete eine eigene Zinngießerwerkstatt in dem angeblich noch heute existierenden Gebäude in der Heiligerstraße 6, an der Ecke zur ehemaligen Straße Spreenswinkel. Bekannt wurde Rieche durch seine

„in Gravur, Guß und Bemalung gleichermaßen hervorragenden Figuren aus vielen Epochen der hannoverschen wie der Weltgeschichte,“

etwa von dem Römischen Reich oder vom Reich der Azteken.
Das Kinderspielzeug hatte einen lehrhaften Charakter und eignete sich aufgrund des kleinen Formats zur Darstellung volkreicher Szenen, insbesondere zur Nachstellung historischer Schlachten in großen Dioramen oder auch in großen Panoramen.
Nach dem Eintritt eines Sohnes von Rieche firmierte das Unternehmen bis 1903 als August Rieche und Sohn.

## Werke
- Figuren aus der Werkstatt von Ludwig August Rieche finden sich unter anderem im Historischen Museum Hannover.[2]